# 嗅球
嗅球（きゅうきゅう、英: olfactory bulb、羅: bulbus olfactorius）は、嗅神経入力を受け、嗅覚情報処理に関わる、脊椎動物の脳の組織。終脳の先端に位置する。副嗅球と区別する際には特に主嗅球（main olfactory bulb）という。

## 画像

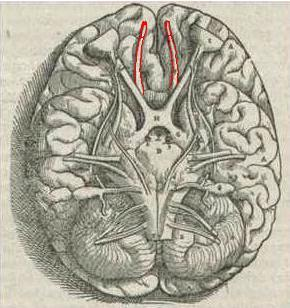
ヒトの脳を腹側から見た図。赤い部分の先端が嗅球。アンドレアス・ヴェサリウスのFabrica、1543年。
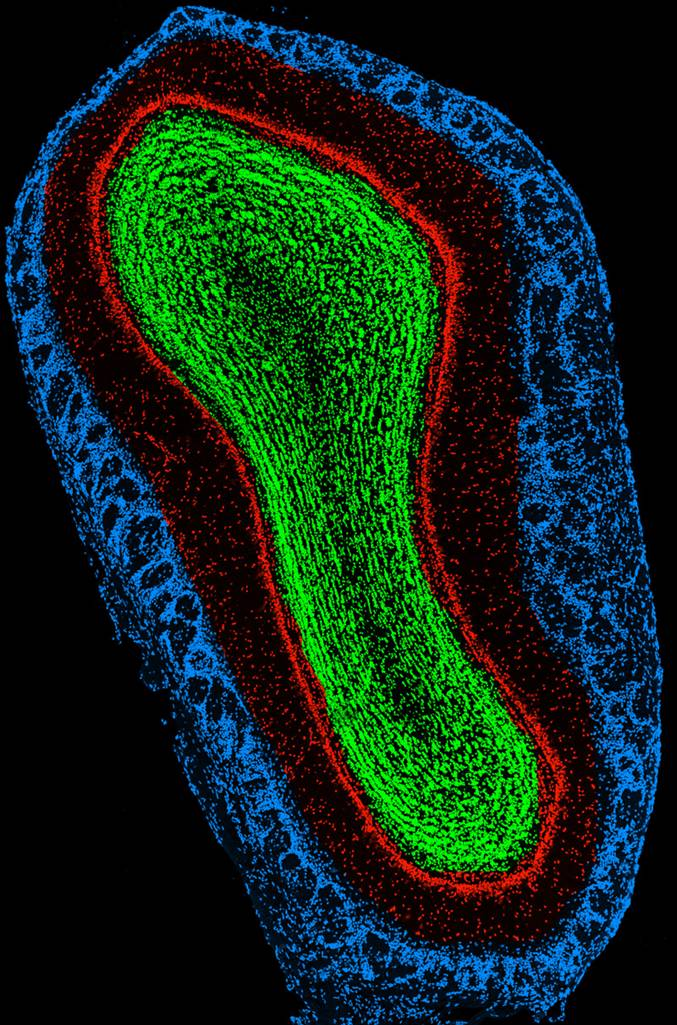
マウスの嗅球。水色が糸球体層、緑色が顆粒細胞層。
嗅球とその周辺。 1.嗅球 2.僧帽細胞 3.骨（篩骨の篩板） 4.鼻粘膜上皮 5.嗅糸球 6.嗅覚受容細胞

## 関連文献
日本語のオープンアクセス文献
- 森 憲作 「嗅球における匂い情報処理」 生物物理 Vol.34, No.2（1994） pp.61 - 64